# بطولة تونس لألعاب القوى 1972
بطولة تونس لألعاب القوى 1972 هو الدورة 17 من بطولة تونس لألعاب القوى.

فاز بهذا الموسم النادي الأفريقي.

## روابط خارجية
- الموقع الرسمي للجامعة التونسية لألعاب القوى.